# ホンダ・ライフピックアップ
ライフ ピックアップ（LIFE PICKUP）は、本田技研工業がかつて生産、販売していたピックアップ型の軽規格トラックである。

## 概要
ライフステップバンをベースに造られたトラックだが、車名は単にライフピックアップとなっている。型式はライフステップバンがVA型であるが、ライフピックアップはPA型であった。
キャブオーバータイプの実用軽トラックと比較して、FFであることや、積載量の少ないことなどが市場に受け入れられなかった。総生産台数は1,429台。

## 車両型式 PA型（1973 - 1974年）
- 1973年8月20日に発表された（発売は翌8月21日）。
- 1974年10月に既存のキャブオーバー型軽トラックのTN-Vを除く軽自動車市場一時撤退に伴い、ライフ、およびライフステップバンと共に生産・販売終了。